# دوري هونغ كونغ لكرة القدم 1964–65
دوري هونغ كونغ لكرة القدم 1964–65 هو الموسم 20 من دوري هونغ كونغ لكرة القدم ‏. كان عدد الأندية المشاركة فيه 12، وفاز فيه Happy Valley AA ‏.